# Miquel Bonet Pinyol
Miquel Bonet Pinyol (Reus, Baix Camp, 16 de desembre de 1977) és un escriptor i articulista.
Es dedica a l'articulisme i a l'edició en mitjans digitals al grup de comunicació CatalunyaDiari. S'ha destacat per escriure sobre temes tarragonins a la capçalera Tarragona Digital i sobre temes relacionats amb la política i la gastronomia a Catalunya Diari, sovint amb articles irònics, polèmics i provocadors.
En el camp de la narrativa va publicar la novel·la El dia de l'escórpora, guanyadora del Premi Josep Lluís Savall de Cambrils 2014.
El 2020 va guanyar el 33è Premi de Periodisme Mañé i Flaqué, en la seva categoria principal Camp de Tarragona, concedit pel Col·legi de Periodistes de Catalunya i l'Ajuntament de Torredembarra. L'article guardonat va ser La clau que obre tots els panys, publicat al suplement CatalunyaDiari Extra, sobre la història i el significat de la indústria petroquímica a Tarragona.

## Obra publicada
- El dia de l'escórpora. Cossetània, 2015. (Reeditada l'any 2024 per La Segona Periferia)
- Periodisme de Contacte. Cròniques sudistes. La Segona Perifèria, 2022

## Premis
- 2014 - Premi de Narrativa Marítima Josep Lluís Savall de Cambrils per El dia de l'escórpora
- 2020 - 33è Premi de periodisme Mañé i Flaquer
- 2022 - Beca Finestres d'Assaig per l'assaig Rei Gord[9]